# Суперлига (рагби 13)
Суперлига (енгл. Super League), је врхунско клупско рагби 13 такмичење у коме учествују професионални рагби 13 клубови из Канаде, Француске и Велике Британије.
Прва сезона Суперлиге је одиграна 1996. Суперлига је наследник Прве дивизије, такмичења у рагбију 13, које се одржавало од 1895. до 1996. Историјски гледано, највише успеха су забележили рагби 13 клубови из северног дела Енглеске. Највише титула су освојили клубови "велике четворке" Лидс, Виган, Сеинт Хеленс и Бредфорд. Несрећни Ворингтон вулвси су четири пута долазили до великог финала, али су сваки пут изгубили.
Суперлига се игра од фебруара до септембра, има лигашки део и плеј оф. Шампион Суперлиге ће одиграти меч против шампиона НРЛ-а, у оквиру Светског клупског изазова у рагбију 13.

## Историја
Англикански теолог Вилијам Веб Елис је измислио рагби 1823. Рагби се поделио на 15 и 13, тј. на лигу и унију 1895. Прва дивизија у рагбију 13 се играла од 1895. до 1996. Прва сезона Суперлиге је одиграна 1996. Да би један професионалан рагби 13 клуб добио лиценцу за такмичење у Суперлиги, морао је да испуњава следећа четири услова:
- 1. Стадион за рагби 13, врхунска инфраструктура.
- 2. Финансије, велики буџет.
- 3. Добар маркетинг.
- 4. Квалитетни рагбисти, омладинска школа.

### Списак шампиона Суперлиге од 1996. до данас
- Прва сезона - Сеинт Хеленс
- 2. Бредфорд булс
- 3. Виган вориорс
- 4. Сеинт Хеленс
- 5. Сеинт Хеленс
- 6. Бредфорд булс
- 7. Сеинт Хеленс
- 8. Брефорд булс
- 9. Лидс рајнос
- 10. Бредфорд булс
- 11. Сеинт Хеленс
- 12. Лидс рајнос
- 13. Лидс рајнос
- 14. Лидс рајнос
- 15. Виган вориорс
- 16. Лидс рајнос
- 17. Лидс рајнос
- 18. Виган вориорс
- 19. Сеинт Хеленс
- 20. Лидс рајнос
- 231. Виган вориорс
- 22. Лидс рајнос
- 23. Виган вориорс
- 24. Сеинт Хеленс
- 25. Сеинт Хеленс

## Формат и пропозиције Суперлиге у рагбију 13
Формат такмичења се мењао кроз историју. У Суперлиги учествују 12 професионалних рагби 13 клубова.

### Лигашки део
У лигашком делу такмичења, сваки клуб одигра 29 утакмица. Након последњег одиграног кола, последњи на табели испада у нижи ранг (Чемпионшип), док шест најбоље пласираних иду у плеј оф.

### Магични викенд
Рагби 13 је тимски спорт, који је веома популаран у северном делу Енглеске. Рагби 13 федерација Енглеске сваке сезоне организује и "Магични викенд". Тада се утакмице играју на стадионима, ван Северне Енглеске, са циљем да се подигне популарност рагбија 13. Сваке сезоне се мења град, где ће се одржати "Магични викенд".

### Плеј оф
Првопласирани и другопласирани иду директно у полуфинале, док ће трећепласирани, четвртопласирани, петопласирани и шестопласирани играти прву рунду у плеј офу. Формат Плеј офа Суперлиге се мењао у прошлости.

### Велико финале
Велике финале је круна сезоне и игра се на стадиону Олд Трафорд у Манчестеру.

## Правила за стране рагбисте у Суперлиги
Рагби 13 клуб, учесник Суперлиге сме да има максимум пет страних рагбиста у рустеру.

## Селери кеп
Селери кеп за суперлигаше је око 1 800 000 британских фунти.

## Рагби 13 клубови у Суперлиги

### Учесници ове сезоне (2021)
|    | Професионалан рагби 13 клуб  | Стадион                         | Година оснивања клуба |  |
| -- | ---------------------------- | ------------------------------- | --------------------- |  |
| 1  | Виган вориорс Енглеска       | Стадион ДВ (25 000)             | Основан 1872.         |  |
| 2  | Каталанс дрегонс Француска   | Стадион Жилберт Брут (13 000)   | 2000.                 |  |
| 3  | Сеинт Хеленс Енглеска        | Стадион Тотали Викед (18 000)   | 1873.                 |  |
| 4  | Лидс рајнос Енглеска         | Стадион Дан Хејдингли (19 700)  | 1870.                 |  |
| 5  | Хадерсфилд џајнтс Енглеска   | Стадион Кирк лес (24 500)       | 1864.                 |  |
| 6  | Хал Енглеска                 | Стадион КЦОМ (24 500)           | 1865.                 |  |
| 7  | Хал кингстон роверс Енглеска | Крејвен парк (12 200)           | 1882.                 |  |
| 8  | Салфорд ред девилс Енглеска  | Стадион Салфорд сити (12 000)   | 1873.                 |  |
| 9  | Ворингтон вулвс Енглеска     | Стадион Хеливели Џоунс (15 200) | 1876.                 |  |
| 10 | Вејкфилд Тринити Енглеска    | Беле ву (9 300)                 | 1873.                 |  |
| 11 | Ли центурионс Енглеска       | Ли спортс вилиџ (12 000)        | 1878.                 |  |
| 12 | Кестлфорд тајгерс Енглеска   | Велдон роуд (11 700)            | 1926.                 |  |

### Бивши учесници
- Париз Сеинт Жермен  Француска
- Торонто вулфпак  Канада
- Воркингтон таун  Енглеска
- Гејтшид тандер  Енглеска
- Олдам  Енглеска
- Келтик крусејдерс  Велс
- Шефилд иглс  Енглеска
- Халифакс пантерс  Енглеска
- Виднес вајкингс  Енглеска
- Бредфорд булс  Енглеска
- Лондон бронкос  Енглеска

## Индивидуални рекорди играча

### Број укупно одиграних утакмица
- Кевин Синфилд 454 одиграних утакмица током целе каријере.

### Број укупно постигнутих есеја
- Дени Мекгајер 247 датих есеја током целе каријере.

### Број укупно постигнутих поена
- Кевин Синфилд 3 443 постигнутих поена током целе каријере.

### Број постигнутих поена у једној сезони
- Боби Голдинг 257 поена.

### Број постигнутих есеја у једној сезони
- Пол Њулов 28 есеја.

## Најуспешнији тренери
До сада су највеће успехе забележили енглески и аустралијски стручњаци за рагби 13.
- Брајан Мекдермот  4 освојене титуле шампиона Суперлиге.
- Шон Вејн  3 титуле.
- Тони Смит  2 титуле.

## Награде

### Лиг лидерс шилд
Награду "Лиг лидерс шилд" осваја клуб који заврши први на табели, након лигашког дела такмичења. То не значи да ће та екипа и освојити титулу. О титулу се одлучује у великом финалу у Манчестеру.

### Стив Прескот Мен оф стил
Награду "Стив Прескот" добија најбољи рагбиста сезоне Суперлиге.

## Публика
Просечно сваку утакмицу Суперлиге гледа око 10 000 гледалаца уживо на стадиону. Када је финале, увек буде преко 70 000 љубитеља рагбија 13 на стадиону "Олд Трафорд".

## Медији
Суперлига изазива велико интересовање код љубитеља рагбија 13 на свим континентима.
ТВ преноси иду у следеће државе:
- Спорт ен Франс (Француска)
- Скај спортс (Енглеска)
- Маори телевизија (Нови Зеланд)
- Фокс сокер плус (САД)
- Спортснет ворлд (Канада)
- Банд спортс (Бразил)
- Фокс лиг (Аустралија)
- НТВ (Русија)

## Спонзори Суперлиге
Тренутни генерални спонзор Суперлиге је Бетфред кладионица. Спонзор рагби 13 лопте је Стиден.

## Куп изазивача и Светски клупски изазов
Дуплу круну осваја рагби 13 клуб који исте сезоне освоји и Суперлигу и Челинџ куп. Челинџ куп је врхунско куп рагби 13 такмичење, у коме учествују рагби 13 клубови из Русије, Србије, Француске, Канаде, Ирске, Шкотске, Велса и Енглеске.
За титулу светског клупског првака у рагбију 13 се боре шампион Суперлиге и шампион чувеног НРЛ-а. У "НРЛ" учествују рагби 13 тимови са Новог Зеланда и из Аустралије.